# Poštena vas
Poštena vas je naselje u Općini Brežice u istočnoj Sloveniji. Poštena vas se nalazi u pokrajini Dolenjskoj i statističkoj regiji Donjoposavskoj. 

## Stanovništvo
Prema popisu stanovništva iz 2002. godine Poštena vas je imala 49 stanovnika.

### Etnički sastav
1991. godina:
- Slovenci: 44 (97,8%)
- Hrvati: 1 (2,2)